# Trapani (pokrajina)
Pokrajina Trapani (talijanski: Provincia di Trapani, sicilijanski: Pruvincia di Tràpani) je jedna od devet pokrajine u talijanskoj regiji Siciliji. Glavni grad pokrajine je Trapani. Grad s najviše stanovnika je Marsala.
Pokrajina se nalazi na zapadnom kraju Sicilije. Prevladava nizinski reljef s uzvisinama u sjeveroistočnom dijelu. Najviša točka je Monte Sparagio (1109 m). Najvažnije rijeke su Belice, San Bartolomeo, Mazaro i Birgi. Ova pokrajina na sjeveroistoku graniči s pokrajinom Palermo, a na jugoistoku s pokrajinom Agrigento.
Ova pokrajina sastoji se od 24 općine. U pokrajinu su uključeni i Egadski otoci s općinom Favignana i otok Pantelleria.
Najvažnije gospodarske aktivnosti su poljoprivreda (uzgoj voća i povrća te vinarstvo) i ribolov (izlov tune).
Turistička središta su San Vito lo Capo i otok Pantelleria, kao i arheološka nalazišta Mozia, Segesta i Selinunt.

## Općine
| Općina                  | Broj stanovnika (31. srpnja 2006.) |
| ----------------------- | ---------------------------------- |
| Alcamo                  | 45.157                             |
| Buseto Palizzolo        | 3.155                              |
| Calatafimi              | 7.308                              |
| Campobello di Mazara    | 10.802                             |
| Castellammare del Golfo | 14.859                             |
| Castelvetrano           | 30.415                             |
| Custonaci               | 5.108                              |
| Erice                   | 28.878                             |
| Favignana               | 4.334                              |
| Gibellina               | 4.492                              |
| Marsala                 | 82.220                             |
| Mazara del Vallo        | 51.370                             |
| Paceco                  | 11.148                             |
| Pantelleria             | 7.610                              |
| Partanna                | 11.405                             |
| Petrosino               | 7.520                              |
| Poggioreale             | 1.656                              |
| Salaparuta              | 1.769                              |
| Salemi                  | 11.281                             |
| San Vito lo Capo        | 4.093                              |
| Santa Ninfa             | 5.237                              |
| Trapani                 | 70.666                             |
| Valderice               | 11.696                             |
| Vita                    | 2.268                              |

## Vanjske poveznice
- Turističke informacije
- Službene stranice